# Hîrjauca
Hîrjauca è un comune della Moldavia situato nel distretto di Călărași di 2.877 abitanti al censimento del 2004

## Località
Il comune è formato dall'insieme delle seguenti località (popolazione 2004):
- Hîrjauca (747 abitanti)
- Leordoaia (371 abitanti)
- Mîndra (803 abitanti)
- Palanca (956 abitanti)